# Mpemba-Effekt
Als Mpemba-Effekt (nach Erasto B. Mpemba) wird eine paradoxe Beobachtung bezeichnet, nach der eine heiße Flüssigkeit unter ansonsten ähnlichen Bedingungen schneller gefrieren kann als dieselbe Flüssigkeit mit geringer Ausgangstemperatur. Es besteht Uneinigkeit über die notwendigen Rahmenbedingungen und die möglichen Erklärungen für das Phänomen, bis hin zur Frage, ob der Mpemba-Effekt in der postulierten Form tatsächlich existiert oder aber einfach auf einer Fehlbeobachtung bzw. -interpretation beruht.
Auch wenn der Mpemba-Effekt nach dem tansanischen Wildhüter Erasto B. Mpemba benannt ist, der ihn 1963 als Schüler wiederentdeckte, stammen die ersten Beobachtungen des Effekts aus der Antike; laut Aristoteles war der Effekt zu der Zeit bereits allgemein bekannt.
Die oft als Beispiel angeführte Schneebildung kochenden Wassers in sehr kalter Luft hat wenig mit dem Mpemba-Effekt zu tun, sondern basiert hauptsächlich auf der Evaporation des heißen Wassers.

## Geschichte

### Frühere Beobachtungen
Von schnellerem Gefrieren erwärmten Wassers berichtete bereits im vierten vorchristlichen Jahrhundert der Philosoph Aristoteles in seiner Abhandlung Meteorologica als Beispiel für die von ihm postulierte Antiperistasis (altgriechisch ἀντιπερίστασις), nach der eine Qualität wächst, wenn sie von einer gegensätzlichen umgeben ist:

„Zur Schnelligkeit des Gefrierens trägt es auch bei, wenn das Wasser vorher erwärmt ist; dann kühlt es nämlich schneller ab. Deshalb stellen viele Leute Wasser, das sie rasch abkühlen wollen, erst in die Sonne, und wenn die Bewohner der Pontusgegenden auf dem Eis ihre Hütten für den Fischfang aufschlagen (sie schlagen nämlich ein Loch in das Eis und fischen), dann schütten sie heißes Wasser auf ihre Angelruten, um sie rascher zu vereisen; sie benutzen nämlich Eis anstelle von Blei, um die Ruten ruhig zu stellen.“

Im 13. Jahrhundert diskutierte dies der Mönch und Philosoph Roger Bacon (Opus Majus 6.1).
Im 17. Jahrhundert erwähnten die Philosophen und Wissenschaftler Francis Bacon (Novum Organum 2.50) und René Descartes (Les météores 1) den Effekt.
1775 erschien eine Arbeit des schottischen Wissenschaftlers Joseph Black, in der er den Effekt anhand von Experimenten beschrieb.
1788 bemerkte der erste deutsche Professor für Experimentalphysik, Georg Christoph Lichtenberg, bei eigenen Versuchen einen solchen Vorgang, konnte ihn aber nicht zuverlässig reproduzieren.

### Mpembas Entdeckung und darauf aufbauende Forschungen
1963 stieß der tansanische Schüler Erasto B. Mpemba auf das Phänomen, als er Speiseeis herstellte. Zusammen mit Denis G. Osborne veröffentlichte er 1969 die Ergebnisse zahlreicher Versuche zu diesem Thema. Jedoch dauerte es einige Jahre, bis der Effekt weiter wissenschaftlich untersucht wurde.
Allerdings bereitete es in der Folgezeit große Schwierigkeiten, die Daten von Mpemba und Osborne zu reproduzieren, was eine Reihe von Wissenschaftlern an deren Glaubwürdigkeit zweifeln ließ.
Angesichts der weitgehend fruchtlosen Bemühungen, den Mpemba-Effekt überhaupt eindeutig nachweisen zu können, wurde 1995 konstatiert, dass er offenbar viel seltener auftritt als zuvor angenommen, da viele der diesbezüglichen Experimente erhebliche Fehlerquellen aufwiesen. So wurde z. B. gezeigt, dass unterkühlte Proben, bei denen lediglich eine dünne Wasserschicht an den Gefäßwänden tatsächlich schon zu Eis erstarrt ist, vollständig durchgefrorenen Proben täuschend ähnlich sehen und daher leicht falsch zugeordnet werden können.
2016 analysierten Henry C. Burridge und Paul F. Linden die bis dahin vorliegenden experimentellen Studien zu dem Thema und führten darüber hinaus selbst sehr sorgfältig geplante Experimente durch. Dabei kamen sie zu dem ernüchternden Ergebnis, dass sämtliche Arbeiten, die angeblich den Mpemba-Effekt nachwiesen, unter methodischen Mängeln litten und keine einzige davon (mit Ausnahme von Mpembas eigener Originalarbeit) Datenmaterial lieferte, das die Existenz des Mpemba-Effektes stützte. Auch die eigenen Experimente der beiden Autoren blieben in dieser Hinsicht völlig ergebnislos. Sie schlossen daraus, dass der Mpemba-Effekt in Wirklichkeit überhaupt nicht existiert, sondern auf einem wissenschaftlichen Irrtum beruht.

## Frühere Erklärungsversuche
Unabhängig von der weiterhin ungeklärten Frage, inwieweit es sich beim von Mpemba beschriebenen Effekt überhaupt um ein real existierendes Phänomen handelt, wurden zahlreiche Erklärungsmöglichkeiten dafür erörtert und z. T. auch experimentell überprüft.
Es gibt Hypothesen, welche zum einen die wesentliche Ursache darin sehen, dass die Menge des wärmeren Wassers beim Abkühlen in einem offenen System durch Verdunstung im Vergleich zur Menge des kühleren Wassers überproportional abnimmt. Dies liegt daran, dass der Dampfdruck einer Flüssigkeit (zu dem wiederum die Geschwindigkeit der Verdampfung proportional ist) exponentiell mit der Temperatur ansteigt. Das heißt, dass bezogen auf dieselbe Zeitspanne mehr heißes als kaltes Wasser verdampft (Augustsche Dampfdruckformel). Dadurch liegen – wenn beim Versuch offene Gefäße verwendet werden – beim Erreichen des Gefrierpunktes unterschiedliche Wassermengen vor, und zwar derart, dass die Menge des ursprünglich wärmeren Wassers kleiner ist als die Menge des ursprünglich kühleren Wassers, und eine geringere Wassermenge gefriert bei ansonsten gleichen Bedingungen immer schneller als eine größere Wassermenge. Allerdings trat in Jugend-forscht-Versuchen mit geschlossenen Gefäßen der Mpemba-Effekt unter ansonsten identischen Randbedingungen mit vergleichbarer Häufigkeit auf, was gegen Verdunstung als wesentliche Ursache spricht.
Zum anderen gibt es die Hypothese, dass im Wasser gelöste Salze (vor allem Hydrogencarbonate) bei hohen Temperaturen ausfallen (z. B. als Carbonate) und so keinen Einfluss mehr auf den Gefrierpunkt haben. Im kalten Wasser wächst die Konzentration der Salze im nach Kristallisationsbeginn noch flüssigen Wasser. Dies führt zu einer Gefrierpunktserniedrigung. Aber auch in Versuchen mit entsalztem Wasser trat der Mpemba-Effekt unter ansonsten identischen Randbedingungen etwa ebenso häufig auf, so dass gelöste Salze nicht die wesentliche Ursache sein können.
Neuere Experimente deuteten darauf hin, dass im Wasser gelöste Gase oder die bessere Wärmezirkulation bzw. -abgabe im heißen Wasser eine wesentliche Rolle spielen könnten, aber auch hier konnte letztendlich kein schlüssiger Beweis geliefert werden.

## Neuestes Erklärungsmodell
Im Jahre 2022 präsentierte Ren Tier von der Ohio State University ein (bisher nur als Vorabdruck vorliegendes) verhältnismäßig einfaches und jedenfalls in sich schlüssiges Erklärungsmodell, das er mit einer Computersimulation und einem einfachen Versuch untermauerte. Es weist dem Wärmestrom im Bereich der Grenzschicht zwischen Becherboden und der Stellfläche im Gefrierschrank eine entscheidende Rolle zu. Hierbei ist ein bisher unberücksichtigt gebliebenes, aber aus der Alltagserfahrung geläufiges Detail wesentlich: Auf der inneren Oberfläche eines Gefrierschrankes bildet sich regelmäßig eine (zunächst mikroskopisch dünne) Schicht aus Eiskristallen; dies ist die zwangsläufige Folge von Kondensations- und Vereisungsvorgängen, wie sie sich aus den Luftwechseln beim Öffnen und Schließen des Kühlschranks ergeben (und irgendwann das Abtauen erforderlich machen). Aufgrund dieser Eiskristalle können die Stellflächen des Gefrierschranks jedenfalls nie völlig eben sein, und dies hat Folgen für die Wärmeleitfähigkeit.
Wird nämlich ein kaltes Becherglas in den Gefrierschrank gestellt, so sorgen die minimalen Unebenheiten auf den Berührflächen dafür, dass eine Wärmeübertragung nicht großflächig, sondern nur über (zahlreiche) einzelne Punkte bzw. kleine Einzelflächen erfolgen kann.
Ist das Glas jedoch mit einer hinreichend warmen Flüssigkeit gefüllt, so verläuft der Abkühlvorgang mehrphasig: Zunächst sorgt die Wärme aus dem Becherglas für ein Schmelzen der Eiskristalle zwischen Stellfläche und Glasboden, wodurch somit eine homogene (weil flüssige) Wärmeleitschicht hergestellt wird. Abhängig u. a. von der Wärmekapazität des Becherinhalts sowie der Wärmeleitfähigkeit des Becherglases und des Gefrierschrankbodens kommt es danach zwar schnell zu einer Wiedervereisung dieser Grenzschicht, die jedoch nunmehr homogen bleibt und somit eine flächige – und damit deutlich schnellere – Wärmeübertragung ermöglicht.
In der Konsequenz kühlt die ursprünglich wärmere Flüssigkeit in der Folge – genauer: von dem Schmelzvorgang an – schneller ab als die zunächst kältere. Von einem Mpemba-Effekt kann indes nur dann die Rede sein, wenn die ursprünglich wärmere Flüssigkeit die ursprünglich kältere (die ja einen „Vorsprung“ besitzt) beim Abkühlvorgang irgendwann „überholt“, und dafür darf z. B. die ursprüngliche Temperaturdifferenz in den Gläsern nicht zu hoch sein. Auch eine Reihe weiterer Bedingungen muss für einen Mpemba-Effekt erfüllt sein; sie betreffen etwa die Füllmengen und Ausgangstemperaturen in beiden Gläsern, die Geometrie und Wärmeleitfähigkeit der Gläser sowie die Wärmeleitfähigkeit und Temperatur der Stellfläche. Diese Bedingungen sind indes sämtlich mit den Mitteln der klassischen Thermodynamik unmittelbar nachvollziehbar.
Beispielsweise wird anhand dieses Modells verständlich, dass der Mpemba-Effekt kaum zustande kommen wird, wenn die Ausgangstemperatur des ursprünglich kälteren Glases zu hoch über dem Gefrierpunkt liegt, denn in diesem Fall wäre auch hier ein Schmelzvorgang am Becherboden zu erwarten.
Andererseits gilt: Je größer das Füllungsvolumen der Gläser ist – und damit: je länger der Abkühlungsprozess notwendigerweise dauert –, desto eher ist ein Mpemba-Effekt zu erwarten.
Des Weiteren ist eine entscheidende Voraussetzung für den Mpemba-Effekt, dass das ursprünglich wärmere Glas während des gesamten Prozesses nicht auf seiner Unterlage verschoben wird, weil die homogene Grenzschicht sonst zerstört würde. Die Nichtbeachtung des letztgenannten Punktes könnte nach Ansicht des Autors eine wesentliche Ursache dafür sein, dass sich der Mpemba-Effekt bisher so schlecht reproduzieren ließ.
Ein Mpemba-Effekt wird im Übrigen dem Modell zufolge nicht zu erwarten sein, wenn kein nennenswerter Kontakt der Gläser zur kühlenden Oberfläche besteht (z. B. wenn die Bechergläser an dünnen Fäden aufgehängt sind).
Zusammenfassend ist mit diesem Modell grundsätzlich ein plausibler Erklärungsansatz für das Zustandekommen eines Mpemba-Effektes (in einem erweiterten Sinne) gegeben, wobei allerdings durch die darin implementierten strengen Bedingungen verhältnismäßig enge Grenzen gesetzt sind. Insbesondere aufgrund der geforderten Materialeigenschaften bleibt es weiterhin strittig, inwieweit es den Effekt auch tatsächlich für Wasser gibt.

## Mpemba-Effekt in anderen Substanzen
Während die Existenz des Mpemba-Effektes in Wasser bisher nicht zweifelsfrei nachgewiesen wurde, konnte das Phänomen in verschiedenen, insbesondere kristallinen Substanzen nachgewiesen werden, etwa in Clathrathydraten oder Manganitverbindungen, die in einem Magnetfeld abkühlen.

## Erwähnung in den Medien
Der Mpemba-Effekt wurde immer wieder auch in populärwissenschaftlichen Medienproduktionen thematisiert, die aber unzureichende Erklärungsmodelle anboten.
Am 26. Juni 2012 lobte die Londoner Royal Society of Chemistry 1000 britische Pfund aus, um die weitere Erklärung des Effektes zu fördern. Nikola Bregovic, Chemiker an der Universität Zagreb, wurde im Januar 2013 als der Gewinner ausgerufen: Auch er war zu dem Schluss gekommen, dass er keine abschließende Lösung finden konnte, und stellte fest: „Wieder einmal überrascht und fasziniert uns dieses kleine, einfache [Wasser-]Molekül mit seiner Magie.“